# Morbegna
Morbegna [morbénja] (italijansko Capanna Morbegno, v prevodu Koča Morbegno ali tudi Morbenjska koča) je bila italijanska vojašnica in planinska koča pod Triglavom (2864 m) pri stranskem vrhu Glava na Zaplanji (2556 m). Nahajala se je nedaleč od Triglavske vojašnice Viktorja Emanuela III. Z nadmorsko višino 2500 m je bila ena izmed redkih stavb na Slovenskem, zgrajenih na oziroma nad višino 2500 metrov. Poleg Triglavskega doma na Kredarici (2515 m), Doma Planika pod Triglavom (2401 m) ter Doma Valentina Staniča pod Triglavom (2332 m) je bila ena izmed štirih planinskih postojank, ki so služile planincem za neposreden vzpon na Triglav.

## Zgodovina
Koča je bila zgrajena leta 1919, še pred uradnim podpisom Rapalske pogodbe 12. novembra 1920 med Kraljevino Italijo in Kraljevino SHS, ko je Italija dobila ozemlje slovenske Primorske. Čeprav je bila takrat meja zgolj okvirno določena (dokončno je bila določena leta 1924), je italijanska stran že nameščala svoje vojaške posadke po primorskem visokogorju. Tako je 8. armada izdala povelje 52. diviziji za izgradnjo vojaške postojanke pod Triglavom. Ta je za gradnjo zadolžila bataljon Morbegno. Koča je bila slovesno odprta 18. septembra 1919 in poimenovana po mestu Morbegno v Lombardiji. Bataljon je v njej nastanil častnika in 7 vojakov alpinov, ki so imeli za nalogo patruljirati in nadzorovati področje v okolici Triglava. Zgraditev Koče Napoleoneja Cozzija leta 1930 (predhodnica Tržaške koča na Doliču) ter zgraditev nove Triglavske vojašnice Viktorja Emanuela III. leta 1933/1934 v bližini Morbegne, je povzročil, da je pomen slednje zamrl. Danes so od koče ostali kamniti temelji.

## Opis
Koča se je nahajala pod ostenjem Triglava, natančneje 70 m južno ter 450 m zahodno od vrha. Bila je lesena in je imela tri prostore v skupni velikosti 6 krat 3 metre, ki so bili ločeni s kamnitimi zidovi. V italijanskem planinskem vodniku iz leta 1930 je pisalo, da koča ne nudi klasične planinske ponudbe ter da zaradi neprostornosti odsvetujejo spanje.